# Папая-Кая

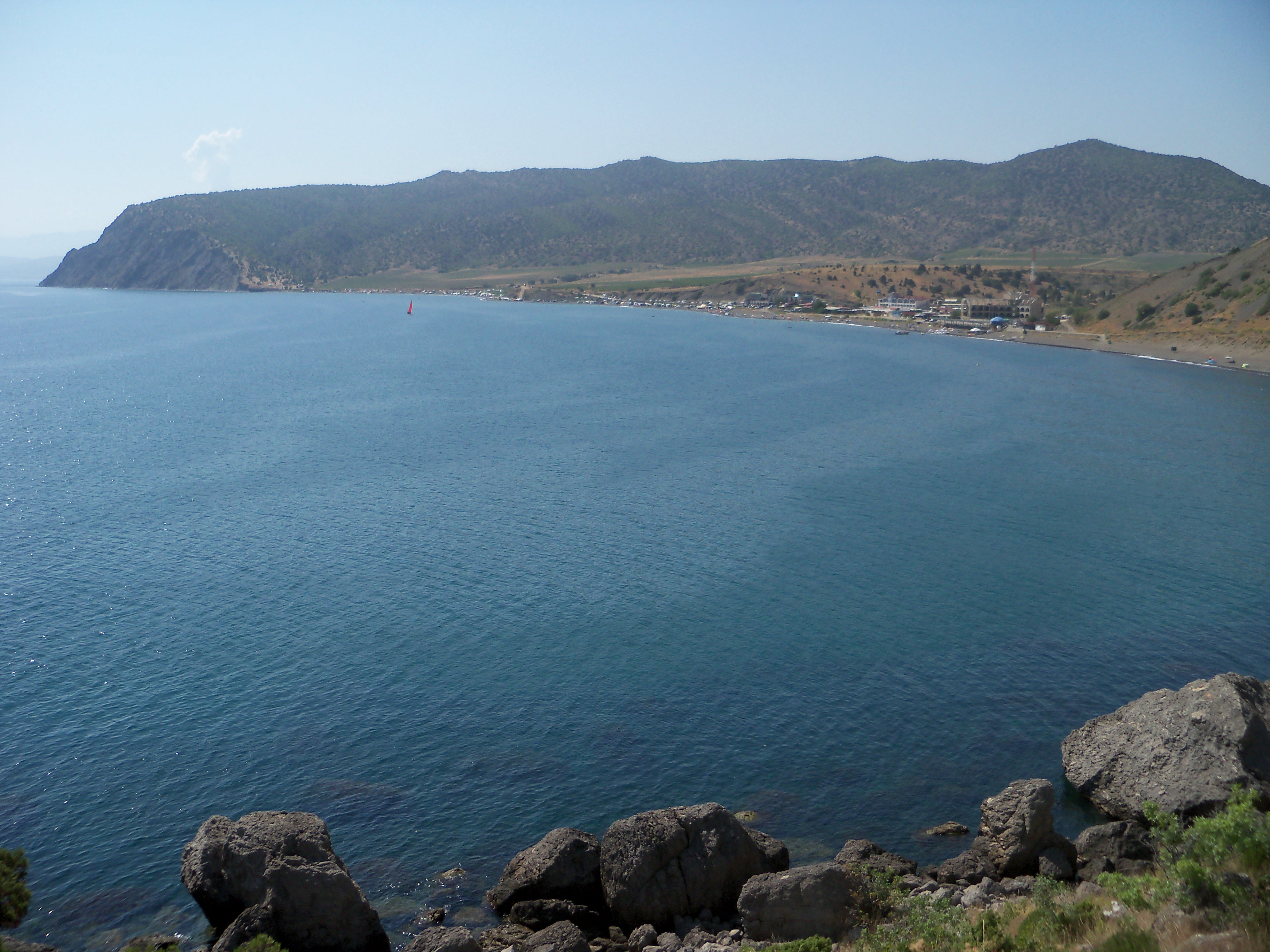
Вид із Голіцинської стежки на Кутлакську бухту, мис Ай-Фока і хребет Сонкі-Сиртлар, який послідовно від моря на північ включає гори: Кечит-Вермез (221 м), Папая-Кая (319 м), Панея, Кутур-Оба (352 м)

Папа́я-Кая́, Панагіанин-Каяси, Панаянин-Каяси, Панея, Папаянин-Каяси (з грецької Панайа, Панагії — пресвята (епітет Богородиці)) — протяжна з півночі на південь і вигнута до захід гора висотою 319 м, що зустрічається (зливається) на півдні з г. Кечит-Вермез; поросла рідколіссям, західний схил крутий, східний схил пологий.
Водорозділ рр. Юрт і Ворон.
Знаходиться за 2 км до схід від нп Морське (Судак).
Гора Папая-Кая — частина гірського хребта Сонкі-Сиртлар.